# Constitución material
Se denomina constitución material al conjunto de disposiciones que determinan un régimen jurídico y político particular, cuando estos fundamentos normativos esenciales no se encuentran recogidos en un texto único uniforme y escrito, como es el caso de las constituciones formales, habitualmente recogidas en una única ley fundamental o carta magna. 
Tal es el caso, por ejemplo, del Reino Unido, San Marino, Israel o Nueva Zelanda, entre otros. En un ámbito inter o supranacional, tal es el caso de la Unión Europea, cuyo régimen constitucional material se encuentra recogido en sus Tratados constitutivos.
- Datos: Q1135084